# Lampalizumab
Il lampalizumab è il frammento Fab di un anticorpo monoclonale umanizzato che si lega al fattore D del complesso proteico del complemento. È stato originariamente progettato per il trattamento dell'atrofia dell'epitelio pigmentato retinico e della coroide, complicanze piuttosto frequenti nella degenerazione maculare connessa all'invecchiamento.
Due studi clinici riguardanti il lampalizumab sono stati interrotti in fase III, entrambi nel 2017; ciò a causa dell'impossibilità di rilevare un'efficacia significativa dell'anticorpo. Successive ricerche hanno ulteriormente messo in discussione le potenzialità terapeutiche del lampalizumab.